# Dichloramin
Dichloramin ist eine chemische Verbindung, die zur Gruppe der Chloramine bzw. der Stickstoffhalogenide gehört.

## Vorkommen
Dichloramin kann durch Reaktion von Chlor mit stickstoffhaltigen Verbindungen, zum Beispiel in Schwimmbädern, über Monochloramin als Zwischenprodukt entstehen.

## Gewinnung und Darstellung
Dichloramin kann gewonnen werden durch Reaktion von Monochloramin mit Chlor oder Natriumhypochlorit:
{\displaystyle \mathrm {NH_{2}Cl+Cl_{2}\longrightarrow NHCl_{2}+HCl} }